# 阿爾布拉山脈

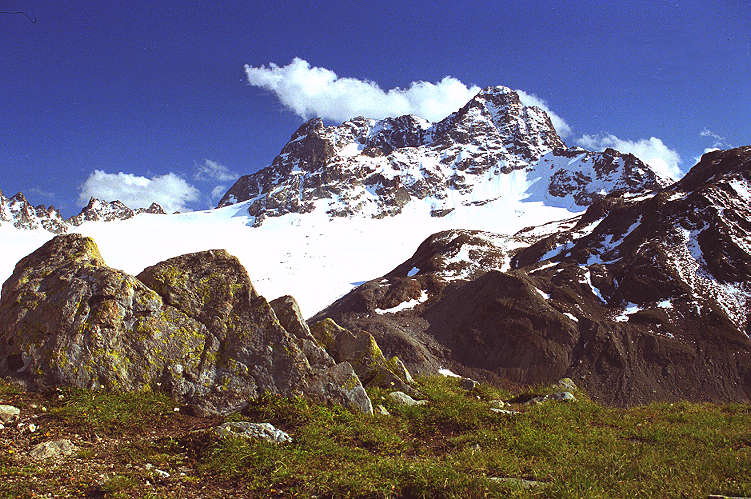

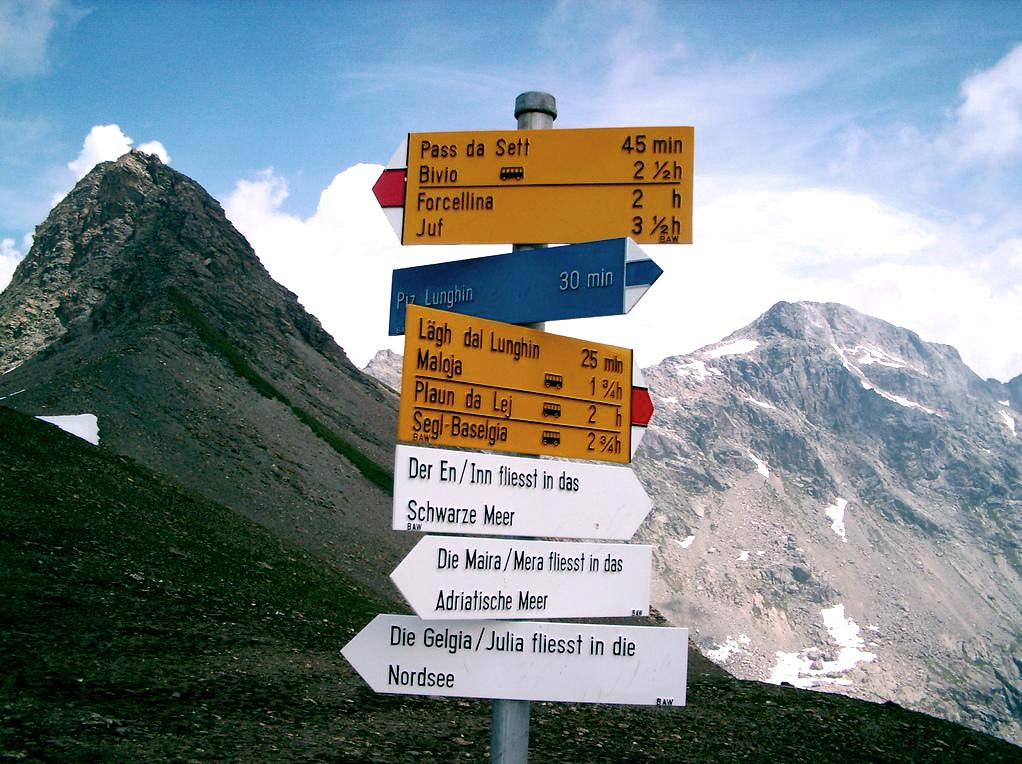

阿爾布拉山脈（德語：Albula-Alpen）是瑞士的山脈，位於該國東南部格勞賓登州，是中阿爾卑斯山脈的一部分，最高點海拔高度3,418米，山體由變質岩組成。